# Invasion (mini-série)
Pour les articles homonymes, voir Invasion.
Invasion est une mini-série américaine de 1997 en 2 parties réalisées par Armand Mastroianni sur un scénario de Rockne S. O'Bannon, d'après le livre de Robin Cook.

## Synopsis
Phoenix, Arizona. Comme à son habitude, Beau Stark prend son petit déjeuner dans un bar situé à la limite du désert. Avec Cassy, son amie, il se promène dans l'immense étendue aride et découvre une curieuse pierre noire qui ressemble à une météorite. En s'en emparant, il ressent une violente douleur à la main. Intrigué, il emporte le mystérieux caillou. Dans les heures qui suivent, Beau est pris de malaises et doit être transporté d'urgence à l'hôpital, pour n'en ressortir que le lendemain, apparemment guéri. L'aide-soignant qui nettoie sa chambre trouve mystérieusement la mort. Les jours suivants, le comportement de Beau ne cesse de se modifier, au grand dam de Cassy, rapidement terrifiée. Elle découvre que ces petites météorites transforment les êtres humains en aliens. Seuls quelques humains parviennent à y échapper et cherchent un antidote...

## Fiche technique
- Titre : Invasion
- Réalisation : Armand Mastroianni
- Scénario : Rockne S. O'Bannon d'après le livre de Robin Cook
- Photographie : Bryan England
- Montage : Scott Vickrey
- Musique : Don Davis
- Société de production : Hallmark Entertainment
- Pays d'origine :  États-Unis
- Langue : anglais
- Format : couleur - 1.33 : 1
- Genre : science-fiction
- Durée : 175 minutes
- Dates de premières diffusions :
  -  États-Unis : 4 mai 1997 et 5 mai 1997 sur NBC
  -  France : 11 mars 1998 sur M6

## Distribution
- Luke Perry (VF : Lionel Tua) : Beau Stark
- Kim Cattrall (VF : Micky Sebastian) : Dr. Sheila Moran
- Rebecca Gayheart (VF : Vanina Pradier) : Cassy Winslow
- Christopher Orr (VF : Pierre Tessier) : Pitt Henderson
- Jon Polito : Détective Kemper
- Neal McDonough (VF : Guillaume Orsat) : Randy North
- Louis Crugnali (VF : Emmanuel Garijo) : John Ochoa
- Rosanna DeSoto : Nancy Ochoa
- Cástulo Guerra : Eugene Ochoa
- Michael Warren (VF : Jean-Paul Pitolin) : Dr. Harlan McCoy
- Chuck McCann : Président du Comité d'Hygiène
- Tim DeKay : Mike Landry
- John Finn : Colonel Brown (non crédité)
- Maria Celedonio (VF : Hélène Chanson) : Andie

## Récompenses
Nominations
- Saturn Award :
  - Saturn Award du meilleur téléfilm 1998
- ALMA Awards :
  - Meilleure actrice dans un téléfilm 1998
- Motion Picture Sound Editors :
  - Meilleur montage sonore d'un téléfilm 1998